# Embelia welwitschii
Embelia welwitschii är en viveväxtart som beskrevs av Karl Moritz Schumann. Embelia welwitschii ingår i släktet Embelia och familjen viveväxter. Utöver nominatformen finns också underarten E. w. grandiflora.